# Alfred Bailer
Alfred Bailer est un tireur sportif allemand.

## Palmarès
Alfred Bailer a remporté l'épreuve Witworth (réplique) aux championnats du monde MLAIC organisés en 2002 à Lucques  en Italie .